# Thlaspida
Thlaspida (лат.) — род жуков щитоносок (Cassidini) из семейства листоедов.
Юго-Восточная Азия. 6 видов. Растительноядная группа, питаются растениями различных семейств, в том числе Oleaceae: Fraxinus Sieboldiana, Ligustrum obtusifolium, Fraxinus japonica; Fraxinus rhynchophylla, Fraxinus mandshurica, Callicarpa sp., Callicarpa japonica, Callicarpa mollis; Callicarpa formosana (Вербеновые)
.

## Виды
- Thlaspida biramosa (Boheman, 1855) — Бирма, Вьетнам, Индия, Китай, Корея, Лаос, Малайзия, Суматра, Таиланд, Тайвань
- Thlaspida cribrosa (Boheman 1855) — Бирма, Вьетнам, Китай, Индия, Лаос, Таиланд, Тайвань
- Thlaspida lewisii (Baly, 1874) — Россия (Дальний Восток), Китай, Корея, Япония
- Thlaspida pygmaea Medvedev, 1958 — Китай
- Thlaspida triangularis Spaeth, 1926 — Борнео (Pengarom)
- Thlaspida tsoui Borowiec and Lee, 2009 — Тайвань